# سانت ديفيدز
سانت ديفيدز أو سانت ديفيد (الويلزية: Tyddewi، [tiː ˈðɛwi]، أشعل. "منزل ديفيد") هي مدينة كاتدرائية في بيمبروكشاير، ويلز. تقع على نهر ألون وهي جزء من مجتمع سانت ديفيدز والكاتدرائية القريبة. وهو مكان استراحة القديس ديفيد، قديس ويلز، وسمي باسمه.
سانت ديفيدز هي أصغر مدينة في المملكة المتحدة من حيث عدد السكان (بلغ عدد السكان داخل المجتمع الأوسع 1751 في عام 2021) والمنطقة الحضرية، ومع ذلك فهي ليست أصغر مدينة من حيث منطقة حدود السلطة المحلية (وهي مدينة لندن) . مُنحت سانت ديفيدز مكانة المدينة في القرن الثاني عشر. لا يُشتق هذا تلقائيًا، ولكن في إنجلترا وويلز كان يُمنح تقليديًا للمدن الكاتدرائية بموجب الممارسات المنصوص عليها في أوائل أربعينيات القرن السادس عشر، عندما أسس هنري الثامن الأبرشيات. فقدت مكانة المدينة في عام 1886، ولكن تم استعادتها في عام 1994 بناءً على طلب الملكة إليزابيث الثانية.

## وصلات خارجية
- الموقع الرسمي